# Gonščiki
Gonščiki (Гонщики) è un film del 1972 diretto da Igor' Fёdorovič Maslennikov.

## Trama
Il film parla del conflitto tra due piloti da corsa: un anziano maestro dello sport e il suo ambizioso studente.